# Route 129 (Ontario)
Pour les articles homonymes, voir Route 129.
La route 129 est une route provinciale de l'Ontario reliant Thessalon à Chapleau, dans le centre-ouest de la province. Elle s'étend sur une distance de 220 kilomètres.

## Tracé
La 129 débute au nord de Thessalon, à sa jonction avec la route 17, puis elle se dirige vers le nord-est en possédant de nombreuses courbes et tournants jusqu'à Wharncliffe, où elle devient une route isolée. Elle suit ensuite la rivière Mississagi de très près, signifiant encore de nombreuses courbes prononcées. Elle traverse ensuite une région très montagneuse en suivant la rivière Wenebegan, et est particulièrement sinueuse autour du kilomètre 100. À sa jonction avec la route 667, elle bifurque vers le nord-ouest sur une distance de 24 kilomètres avant de rejoindre la route 101 et de former un multiplex avec cette dernière sur une distance de sept kilomètres. La 129 se sépare ensuite de la 101 et se termine à la limite de la ville de Chapleau. 

## Intersections principales
| Route 129 |                         |       |                                                                               |                                                                    |
| District  | Ville                   | km    | Intersection/Destinations                                                     | Notes                                                              |
| Algoma    | Thessalon               | 0     | R-17, Sault Ste. Marie, Sudbury                                               | Début de la 129                                                    |
| Algoma    | Wharncliffe             | 30,8  | Route 554 est, Iron Bridge, Elliot Lake                                       | La 129 devient sinueuse et isolée en suivant la rivière Mississagi |
| Algoma    | Ranger Lake (est)       | 96,8  | Route 556 ouest (route de gravier), Ranger Lake, Searchmont, Sault Ste. Marie |                                                                    |
| Sudbury   | territoire non organisé | 191,0 | Route 667 est, Kormak, Sultan                                                 |                                                                    |
| Sudbury   | Chapleau                | 211,0 | R-101 ouest, Wawa, Nipigon                                                    | Début du multiplex avec la route 101                               |
| Sudbury   | Chapleau                | 218,2 | R-101 est, Timmins                                                            | Fin du multiplex avec la route 101                                 |
| Sudbury   | Chapleau                | 220,0 | Limite de la ville de Chapleau, fin de la route 129                           | Limite de la ville de Chapleau, fin de la route 129                |
| Multiplex |                         |       |                                                                               |                                                                    |